# Museu Interactiu Mirador
Museu Interactiu Mirador (en castellà Museo Interactivo Mirador, estilitzat com a mim) és un museu interactiu dedicat als infants ubicat a la comuna de La Granja, Santiago de Xile (Xile). El museu pretén ser un espai d'aprenentatge lúdic de les ciències, les arts i la tecnologia.

## Edifici
L'edifici del museu, fet de formigó, fusta, vidre i coure, té una superfície total de 7.000 m² i està rodejat per un parc d'11 hectàrees. En aquest parc s'hi troba l'edifici Talud, on hi treballa l'empresa externa Aquarium Santiago. L'edifici fou distingit amb el Premi Bienal d'Arquitectura.

## Història

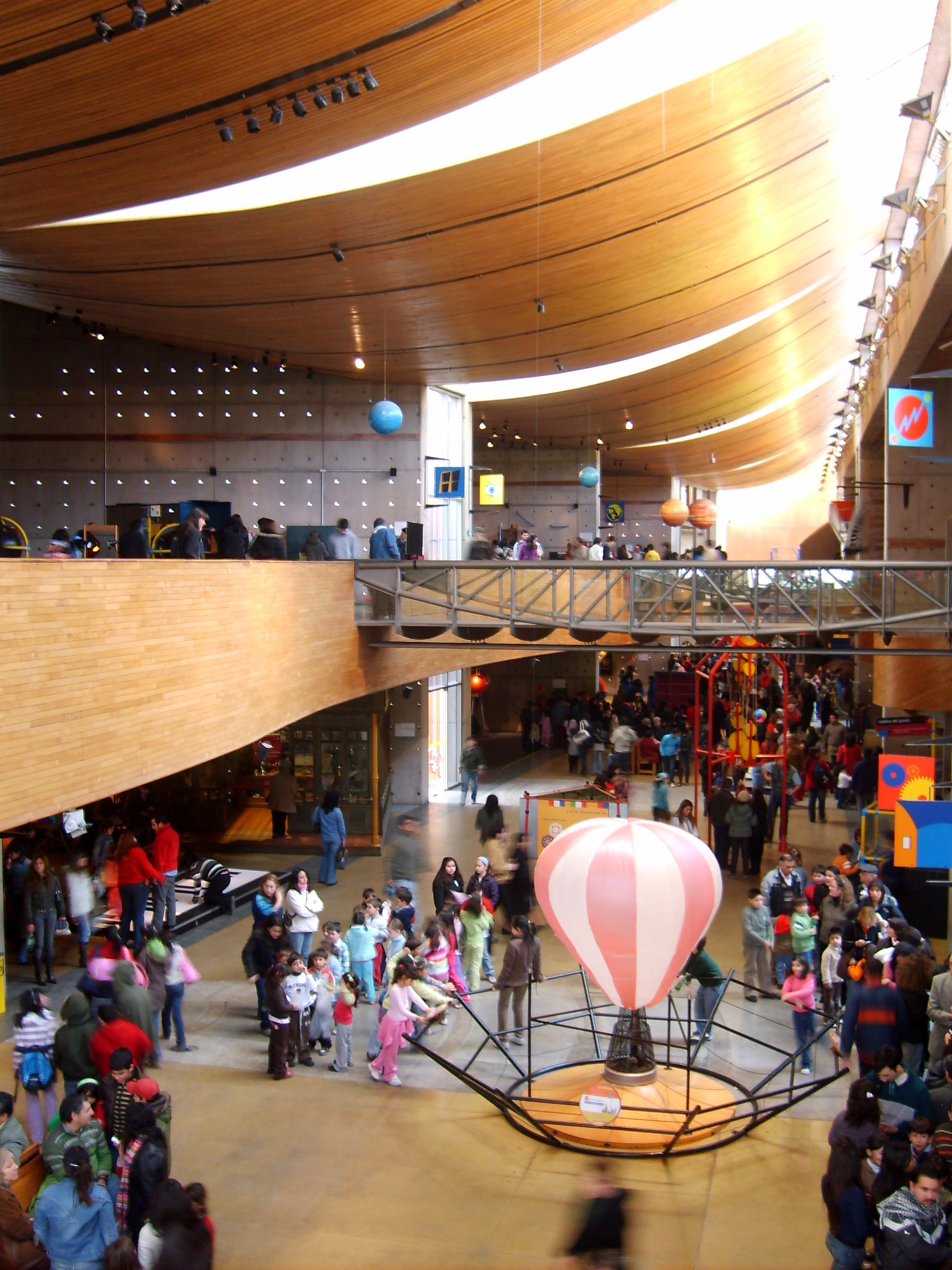
Interior del museu

En 1995, la  Primera dama Marta Larraechea crea i assumeix la presidència de la Fundació Temps Nous, orientada al desenvolupament, investigació i difusió de manifestacions artístiques i culturals. Després de diverses iniciatives, es va convocar a diferents científics i especialistes per estudiar la factibilitat de crear un museu interactiu el públic majoritari fossin els nens.
Malgrat l'escepticisme inicial i l'alt cost de la inversió, que fins i tot va portar a pensar en la seva inviabilitat a mitjà termini a causa de l'elevat de les despeses de manutenció, el Museu Interactiu Mirador va ser inaugurat el 4 de març de 2000, set dies abans del terme del mandat del president Eduardo Frei Ruiz-Tagle, constituint-se en un referent en l'àmbit dels museus per a nens a Xile.
El 21 de març de 2011 el museu va ser visitat per la  primera dama dels Estats Units Michelle Obama en companyia de les seves filles Malia i Sasha, això en el marc de la visita oficial a Xile del president nord-americà Barack Obama.

## Sales i exhibicions
- Ciutadella
- Cinema 3D
- Ment i Cervell
- Llum
- Terra
- Energia
- Robòtica
- Posa't a Prova
- Percepció
- Electromagnetisme
- Mecanismes
- Fluids
- Univers
- Giròscop

## Serveis
Hi ha una zona de restaurants i un aparcament de 500 places.